# Selbsthilfe-Bund Blasenkrebs
Der Selbsthilfe-Bund Blasenkrebs e. V. (ShB) ist eine bundesweite Selbsthilfe-Organisation für an Harnblasenkrebs Erkrankte und deren Angehörige. Der Verein fördert die öffentliche Gesundheitspflege.  Schirmherrin ist die Deutsche Krebshilfe, die Aktivitäten des ShB unterstützt. Ein wichtiger  Zweck  ist es, die Öffentlichkeit über die Erkennung sowie die Behandlung von Harnblasen-Krebs und alle damit zusammenhängenden Probleme aufzuklären, damit Therapiemöglichkeiten bestmöglich rasch genutzt werden.

## Geschichte
Der Selbsthilfe-Bund Blasenkrebs e.V. hat sich am 14. Dezember 2004 in Berlin gegründet. Die Mitglieder zu Beginn waren vorwiegend von der Krankheit Betroffene und Familienangehörige.
Die zügige Bildung von Selbsthilfegruppen in den großen Bundesländern mit dem Ziel einer flächendeckenden Beratung und Hilfe ergab die Notwendigkeit, die Arbeit der dem ShB angehörenden Selbsthilfegruppen und ihrer regionalen Zusammenschlüsse zu koordinieren und durch Bereitstellung von Mitteln sowie Organisation von Erfahrungsaustausch und Fortbildungsveranstaltungen zu unterstützen. Hinzu kam, die Interessen der angehörenden Selbsthilfegruppen und ihrer regionalen Zusammenschlüsse in der Öffentlichkeit sowie gegenüber öffentlichen Institutionen auf nationaler und internationaler Ebene zu vertreten.
Die Verlegung des Vereinssitzes nach Bonn in das Haus der Krebs-Selbsthilfe hat die Kooperation mit anderen Selbsthilfegruppen im Interesse der Kranken und Patienten verbessert. So nimmt der ShB  seine Aufgaben in Zusammenarbeit mit anderen in der Bundesrepublik Deutschland tätigen gemeinnützigen Organisationen im Gesundheitssektor wahr. Dazu gehören u. a. auch Wohlfahrtsverbänden, Krebsgesellschaften, Ärzten, Forschungs- und Klinikeinrichtungen. Dieses Zusammenwirken ist auch eine Basis für die Kooperation mit gemeinnützig tätigen Blasenkrebs-Selbsthilfeverbänden im Ausland.

## Vorstand  und Mitgliedschaft
Der Bundesvorstand wird jeweils für vier Jahre gewählt. Er arbeitet ehrenamtlich. Mitglieder des Bundesvorstands sowie von Selbsthilfegruppen sind fast alle selbst Betroffene oder an Krebs erkrankt (Betroffenenkompetenz). Die Geschäftsstelle des Verbandes befindet sich im Haus der Krebs-Selbsthilfe in Bonn.
Formen der Mitgliedschaft: Der ShB hat ordentliche Mitglieder, Ehrenmitglieder und außerordentliche Mitglieder. Ordentliches Mitglied kann jede von Blasenkrebs betroffene Person und deren Angehörige bzw. deren Lebenspartner sein. Die Ehrenmitgliedschaft kann einer Persönlichkeit verliehen werden, die sich in hervorragender Weise um den ShB verdient gemacht hat. Über die Verleihung entscheidet die Delegiertenversammlung auf Vorschlag des Vorstands oder von mindestens 20 Mitgliedern des ShB.
Der Erwerb der Mitgliedschaft führt über den schriftlichen Aufnahmeantrag, der an die Geschäftsstelle des ShB zu richten ist. Die Aufnahme wird durch den Vorstand schriftlich bestätigt. Ein Mitgliederbeitrag wird nicht erhoben.

## Finanzierung
Der ShB finanziert sich durch Spenden, Fördermittel und Sponsorengelder. Die Verwaltung und Verwendung des Vereinsvermögens wird durch eine jeweils von der Delegiertenversammlung zu beschließenden Finanzordnung geregelt. Der ShB bewahrt  satzungsgemäß seine Neutralität und Unabhängigkeit gegenüber Firmen, Organisationen, Parteien, konfessionellen Vereinigungen und Institutionen. Hierzu hat sich der ShB eine „Selbstverpflichtungserklärung im Umgang mit Wirtschaftsunternehmen im Gesundheitssektor“ gegeben und erkennt die von den Krankenkassen geforderte „Erklärung zur Wahrung von Neutralität und Unabhängigkeit“ an.

## Informationsarbeit
Die überregionale Beratung der Patienten wird durch Publikationen und aktuelle Info-Blätter ergänzt. Die Sachauskünfte können kostenlos bestellt oder im Internet abgerufen werden. Dies gilt auch für die Zeitschrift „Die Harnblase“. Die Mitgliederzeitschrift informiert alle Mitglieder kostenlos frei Haus im Mai und November jeden Jahres seit 2007 „ausführlich und informativ über neue Therapien und Erkenntnisse bei der Blasenkrebs-Erkrankung“. Das Magazin wird auf Anforderung auch an Praxen und Kliniken bundesweit kostenlos verschickt. Online steht sie auch zum Download bereit.